# 尼勒克镇
尼勒克镇（羅馬化：Niqla baziri）是中华人民共和国新疆维吾尔自治区伊犁哈萨克自治州尼勒克县下辖的一个乡镇级行政单位。

## 行政区划
尼勒克镇下辖以下地区：
第一社区、第二社区、第三社区、第四社区、第五社区、第六社区、加勒克孜铁勒克村、萨热买里村、多尔布津村和艾米热买里村。